# 曲水县站
曲水县站，建设时曾命名曲水站，是西藏自治区拉萨市一座铁路车站。车站位于曲水县，318国道旁，是拉日铁路的一座车站。车站设有股道3条，站台1座。车站于2014年8月建成通车。